# شهرك دشت اكبر (مقاطعة دهلران)
شهرك دشت أكبر (بالفارسية: شهرک دشت اکبر) هي قرية تقع في قسم نهرعنبر الريفي (مقاطعة دهلران) في إيران. يقدر عدد سكانها بـ 153 نسمة بحسب إحصاء 2016.